# Мужская сборная Никарагуа по софтболу
Мужская национальная сборная Никарагуа по софтболу — представляет Никарагуа на международных софтбольных соревнованиях. Управляющей организацией является Федерация софтбола Никарагуа (исп. Federación Nicaragüense de Softbol).

## Результаты выступлений

### Чемпионаты мира
| Год        | Победы         | Поражения      | Место          |
| ---------- | -------------- | -------------- | -------------- |
| 1966       | 1              | 9              | 11             |
| 1968—н. в. | не участвовали | не участвовали | не участвовали |